# Brentford Community Stadium
Brentford Community Stadium er et stadion i Brentford, London. Det er hjemmebane for den engelske Premier League-klub Brentford F.C. og rugbyholdet London Irish.
Stadionet vil blive benyttet under EM i kvindefodbold 2022, med i alt tre gruppekampe og én kvartfinalekamp. Det danske kvindelandshold skal spille to gruppekampe på stadionet.